# A Sailor's Heart
A Sailor's Heart è un cortometraggio muto del 1912 scritto, diretto e interpretato da Wilfred Lucas.

## Produzione
Il film fu prodotto dalla Biograph Company e venne girato a Sillery, Québec.

## Distribuzione
Distribuito dalla General Film Company, il film - un cortometraggio in una bobina - uscì nelle sale cinematografiche USA il 25 novembre 1912. Ne fu fatta una riedizione distribuita sul mercato americano il 24 luglio 1916.
Copia della pellicola viene conservata negli archivi della Cinémathèque Québécoise.